# Tsuki no kata
Tsuki no kata (突きの型, Molde de socos, Ventura e sorte) é um kata do caratê, que foi criado pelo mestre Seigo Tada  (fundador da linhagem Seigokan, do estilo Goju-ryu), sendo posteriormente modificado pelo mestre Masutatsu Oyama e usado no estilo Kyokushin.

## Características
É um kata relativamente simples, focado na técnica que lhe dá nome, o soco. No estilo Kyokushin oescopo da técnica é fortalecer o soco, tendo em mente o conceito de ikken hissatsu, ou seja, resolvendo a situação de embate da forma mais simples, rápida e eficaz.
O exercício começa logo com a técnica de respiração (Ibuki) na postura de fudo dachi e avança para uma defesa em gedan barai em sochin dachi, para desferir um soco (seiken kara zuki) em gyaku hamni.